# الینا کیگن
الینا کیگن (به انگلیسی: Elena Kagan) ‎/ˈkeɪɡən/‎ ; زادهٔ ۲۸ آوریل ۱۹۶۰ شهر نیویورک، ۱۱۲مین قاضی دستیار دیوان عالی ایالات متحده آمریکا است.
کیگن از یهودیان آمریکا است و از والدین آموزگار در مدارس ابتدایی زاده‌شده‌است.
کیگن با معدل ۲۰ (Summa Cum Laude) دانش آموختهٔ دانشگاه پرینستون در رشته تاریخ، و کارشناسی ارشد فلسفه از دانشگاه آکسفورد، و دکترای حقوق از دانشگاه هاروارد است.